# James Cecil (4e comte de Salisbury)
James Cecil, 4e comte de Salisbury (1666-1694), connu jusqu'en 1683 sous le titre de courtoisie de vicomte Cranborne, est un noble, un homme politique et un pair anglais.
Courtisan du roi Jacques II, lors de la Glorieuse Révolution de 1688, il commande un régiment à l'appui du roi. Par la suite, il est emprisonné dans la tour de Londres pendant environ vingt-deux mois, pour finalement être accusé de haute trahison. Libéré en octobre 1690 à la suite d'une grâce générale, il meurt en 1694 à l'âge de vingt-huit ans.

## Jeunesse
Baptisé le 25 septembre 1666, il est l'un des dix enfants de James Cecil (3e comte de Salisbury), marié en 1661 à Margaret Manners, fille de John Manners (8e comte de Rutland). Il fait ses études au St John's College de Cambridge et succède à son père lorsqu'il meurt en mai 1683 . En 1656, Thomas Russell achète la moitié du parc Witley dans le Surrey pour le beau-père de Cecil. Une demi-part est ainsi transmise au mariage de chaque fille, dont l'une est l'épouse de Cecil .
Le 13 juillet 1683, à l'âge de seize ans, le nouveau comte de Salisbury épouse Frances Bennett (1670-1713), fille de Simon Bennett, du Buckinghamshire . Bennett, qui au moment de ce mariage est mort, a laissé trois filles avec chacune 20 000 £, à condition de ne pas se marier avant l'âge de seize ans ou sans le consentement de ceux qu'il a nommés, sinon, la somme devait être réduite à 10 000 £. Frances Bennett épouse Salisbury avant l'âge de seize ans, mais avec le consentement des exécuteurs testamentaires, ce qui a ensuite donné lieu à un litige .

## Carrière et emprisonnement

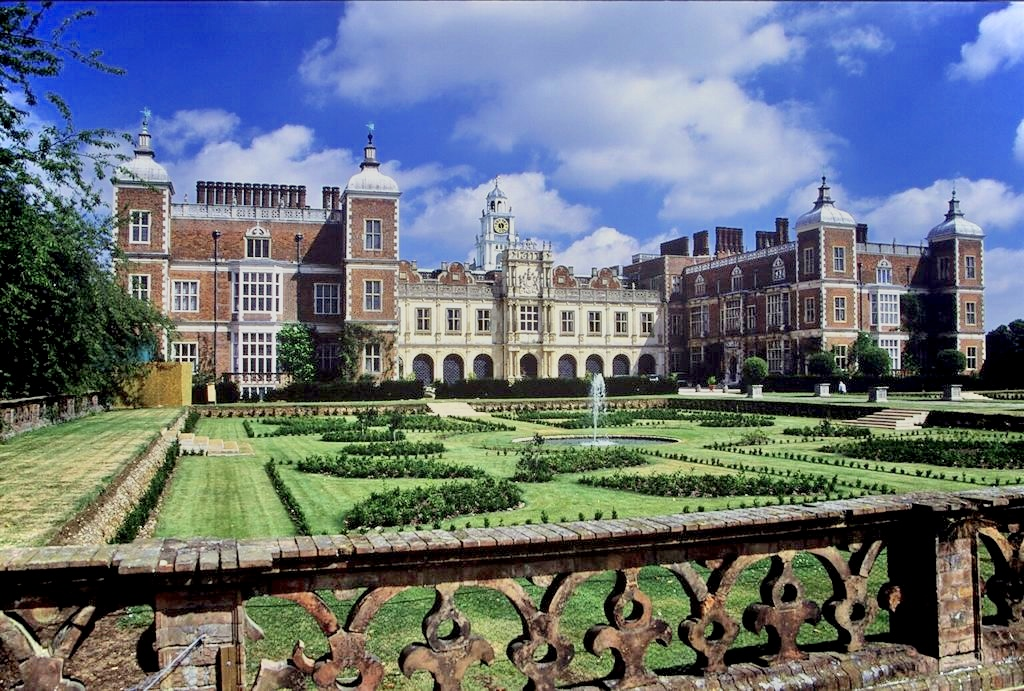
Hatfield House, le siège de Salisbury dans le Hertfordshire

Il hérite de son père le poste d'intendant de l'arrondissement de Hertford .
Après son mariage, il voyage quelques années à l'étranger et rentre en Angleterre vers le début de 1688. Cette année-là, il est nommé gentilhomme de la chambre du roi Jacques II et se convertit au catholicisme, mais sa nomination est annulée par la Glorieuse Révolution d'octobre à décembre 1688, au cours de laquelle il sert le roi comme colonel d'un régiment de Cavalerie.
Il est arrêté en janvier 1689 et traduit devant la chambre des Communes avec Henry Mordaunt (2e comte de Peterborough) pour trahison. Il reste dans la tour sans procès. Le 2 octobre 1690, la Chambre des lords examine sa pétition dans laquelle il est écrit: "Qu'il soit prisonnier depuis un an et neuf mois, malgré l'acte tardif de pardon gratuit et général et sa demande de libération." Le 30 octobre, les lords constatent que Salisbury et Peterborough ont été graciés et ils décident de les libérer sans entendre le point de vue de la Chambre des communes. Une décennie plus tard, le Parlement inclut une disposition dans la loi de règlement 1701 stipulant clairement qu'"aucun pardon sous le grand sceau d'Angleterre ne saurait être invoqué à la suite d'une mise en accusation par la Chambre des communes au Parlement" .
Après sa libération, Salisbury porte devant la Haute Cour de la chancellerie une affaire concernant l'héritage de son épouse sous le testament de son père, dans la mesure où seulement 10 000 £ d'un legs de 20 000 £ ont été payés. Le litige porte sur la question de savoir si le montant doit être réduit, car Lady Salisbury avait moins de seize ans lors de son mariage, ce que les exécuteurs testamentaires sont convenus de faire. Le 1er mai 1691, le tribunal se prononce en faveur de Salisbury et ordonne qu'il reçoive 10 000 £ supplémentaires, sous la forme d'un prélèvement sur les biens de la sœur de son épouse.
En mars 1693/94, John Dryden dédie sa nouvelle pièce, Love Triumphant, à Salisbury . Son intention est probablement de faire un geste de défi au nouveau gouvernement, ce que Dryden désapprouve.

## Famille
Le fils et héritier de Salisbury, James Cecil (5e comte de Salisbury) (1691-1728), est né le 8 juin 1691 et succède à son père, à sa mort le 24 octobre 1694, à l'âge de vingt-huit ans.
Un mois à peine avant la mort de Salisbury, la mère de son épouse, Mme Bennett, est assassinée par un boucher qui s'est introduit chez elle .
Salisbury a cinq sœurs, qui se sont toutes mariées. Margaret Cecil (1672-1727) épouse d'abord John Stawell, deuxième Baron Stawell (décédé en 1692), et ensuite Richard Jones (1er comte de Ranelagh). Lady Catherine Cecil (décédée en 1688) épouse Sir George Downing (2e baronnet), en 1683. Lady Frances Cecil (décédée en 1698) épouse Sir William Halford, 4e baronnet (décédé en 1695), en 1692. Lady Mary Cecil (décédée en 1740) épouse Sir William Forester (1655-1718) (en). Une autre sœur, Lady Mildred Cecil (décédée en 1727), épouse d'abord Sir Uvedale Corbet, 3e baronnet (1668-1701), et ensuite Sir Charles Hotham, 4e baronnet (vers 1663-1723).
L'arrière-petit-fils de Salisbury, un autre James Cecil (1748-1823), est créé premier marquis de Salisbury en 1789; et son petit-fils, Robert Arthur Talbot Gascoyne-Cecil, est trois fois premier ministre du Royaume-Uni, entre 1885 et 1902 .